# Profesja (zawód)
Profesja – w socjologii i antropologii: zawód wymagający odpowiednich kwalifikacji nie tylko zawodowych (zazwyczaj poprzez konieczność odbycia studiów wyższych, a często również stażu zawodowego) i zdrowotnych, lecz także charakterologicznych oraz moralno-etycznych (określanych na poziomie np. nienagannej postawy moralnej i etycznej albo nieskazitelnego charakteru) opisanych często w postaci kodeksu etyczno-zawodowego. Przeważnie łączy się z reżimem prawnym zawodu regulowanego objętego systemem odpowiedzialności dyscyplinarnej (zawodowej), a niekiedy również z reglamentacją dostępu do wykonywania zawodu. 
Pojęcie tradycyjnie odnosiło się do księży, lekarzy, nauczycieli i prawników, współcześnie do profesji zaliczyć można także m.in. pielęgniarki, architektów, księgowych czy pracowników socjalnych. Współcześnie pojęcie to bywa jednak niekiedy używane w języku potocznym również jako znaczeniowo tożsame z pojęciem zawodu. 
Szczególnym rodzajem profesji jest zawód zaufania publicznego, czyli profesja stanowiąca samodzielny zawód regulowany o wysokim znaczeniu społecznym, nad którego należytym wykonywaniem pieczę w imieniu państwa powierzono w drodze ustawy samorządowi zawodowemu.

## Profesjonalizacja
W naukach społecznych przez wiele lat dominował pogląd wywodzący się z paradygmatu funkcjonalistycznego, że profesje powstają, by zaspokajać potrzeby zbiorowości co do zapewniania bezpieczeństwa i należytej staranności świadczenia niektórych usług. Stąd profesjonalizm określa wysoki standard wykonania danej czynności. Współcześnie dostrzega się jednak, za interpretatywistami, że profesjonalizacja oznacza także zdobywanie przez grupy społeczne i zawodowe kontroli nad procesem pracy, a co za tym idzie że jest to proces pozyskiwania władzy społecznej. Już w średniowieczu poszczególne zawody i profesje starały się ograniczać dostęp do wykonywania pracy – stąd słowo partacz, pierwotnie oznaczające rzemieślnika niezrzeszonego w cechu, a obecnie określające potocznie niefachowego bądź niedbałego wykonawcę.
Możliwe kryteria profesjonalizacji to m.in.:
1. w profesji występuje zasada licencji (świadectwo, dyplom itp. potwierdzające nasze uprawnienia), spełnienie kryteriów formalnej edukacji jest konieczne do przynależności niezależnie od faktycznej wiedzy i umiejętności;
2. społeczne przyzwolenie dla postawy paternalistycznej (prawo do decydowania za kogoś, narzucanie mu swojej woli, np.: lekarz przyjmuje postawę paternalistyczną narzucając pacjentowi termin wizyty itp.)
3. powszechnie akceptowane prawo inicjowania kontaktów (prawo zażądania od klienta, aby stawił się w wyznaczonym przez niego terminie);
4. brak prawa strajku (członek profesji ma zobowiązanie wobec swoich przełożonych, nie ma prawa do wyrażania swoich poglądów bądź sprzeciwów poprzez strajk);
5. kodeks etyczny (zbiór norm etycznych i moralnych charakterystyczny dla danej profesji):
6. stowarzyszenia zawodowe (profesje często zrzeszają swoich członków w korporacje; członkostwo w korporacji może wręcz być warunkiem prawa wykonywania zawodu).